# Утябаев, Мухлис Суфьянович
Мухлис Суфьянович Утябаев (баш. Үтәбаев Мөхлис Суфиян улы; 5 февраля 1888 — 28 декабря 1970) — мусульманский религиозный деятель. Участник Первой мировой войны. Деятель Башкирского национального движения.

## Биография
Родился 5 февраля 1888 года в деревне Старо-Кинзябулатово Орского уезда Оренбургской губернии (ныне деревня Буранбаево, Баймакский район, Республика Башкортостан). Отец Суфьян (Суфиян) служил сельским муллой, совершил хадж.
Образование получил в Таулыкаевском медресе. Позднее окончил медресе «Расулия» (г. Троицк). Владел тюрки, арабским, персидскими языками.
До 1914 года преподавал в медресе деревни Ярмухаметово Орского уезда Оренбургской губернии.
Принимал участие в Первой мировой войне, служил в инженерно-сапёрных войсках, являлся специалистом по понтонным переправам.
После революции присоединился к Башкирскому национальному движению, выступал за национально-территориальную автономию Башкурдистана. Был знаком с лидером движения А. А. Валидовым.
В 1919—1920 года работал секретарём, председателем Бурзян-Тангауровского кантона Башкирской АССР.
В 1920‑е годах преподавал в школах Зилаирского кантона Башкирской АССР.
31 января 1931 года раскулачен и вместе с семьёй выслан на спецпоселение в Иркутскую область, реабилитирован в 1994 году. В городе Черемхове у него умерли пять детей и жена — Губайда Камаловна.
10 декабря 1937 года арестован, приговорён к лишению свободы на 10 лет, отбывал заключение в Свердловской области, освобождён в 1941 году, реабилитирован 18 октября 1991 года.
С 1947 года работал в колхозе имени В. И. Ленина в Буранбаево Баймакского района Башкирской АССР, одновременно исполнял обязанности муллы. Обладал даром ясновидения, занимался врачеванием.

## Память
- Его именем названа мечеть в родной деревне Буранбаево Баймакского района Республики Башкортостан.